# Affaire des faux observateurs de Transparency International à l'élection d'octobre 2018 au Cameroun
L'affaire des faux observateurs de Transparency International lors de l’élection présidentielle camerounaise de 2018 désignent un groupe d’individus qui se présentent comme des représentants de l’organisation internationale Transparency International (TI) pour superviser le scrutin du 7 octobre 2018 au Cameroun. Cette affaire suscite une controverse majeure, révélant des tentatives de manipulation de la perception du processus électoral dans un contexte politique tendu.

## Contexte
L’élection présidentielle du 7 octobre 2018 au Cameroun se déroule dans un climat de crise, marqué par le conflit dans les régions anglophones et des accusations de fraude électorale. Transparency International, une ONG reconnue pour son combat contre la corruption et son classement du Cameroun parmi les pays les plus corrompus, est perçue comme une autorité crédible en matière de transparence. Dans ce cadre, la présence d’observateurs internationaux est cruciale pour légitimer ou contester le scrutin.

## Déroulement des faits
Le 8 octobre 2018, au lendemain du vote, un groupe d’individus apparaît sur la chaîne publique camerounaise CRTV et tient une conférence de presse à Yaoundé. Se présentant comme des observateurs mandatés par Transparency International, ils qualifient l’élection de « transparente » et « crédible ». Cette équipe, recrutée par l’Agence Cameroun Presse (ACP), une entité créée peu avant le scrutin, est composée de sept membres, dont,:
- Raphaël Kalfon, résident à Ashdod[4],[5].
- Salomon Benros.
- Amanda Benzikri-Levy.
- Hubert Haddad
- Nurit Greenger[6].
- Yamina Thabet[7],[4],[8].

Leur intervention est largement relayée par les médias officiels pour donner une image positive du processus électoral.

### Révélation de l’imposture
Le 9 octobre 2018, Transparency International publie un communiqué officiel démentant toute implication dans cette mission. L’organisation affirme n’avoir envoyé aucun observateur au Cameroun et qualifie les déclarations de ces individus de « fausses et mensongères ». La branche camerounaise de TI exprime également son étonnement face à cette usurpation d’identité.

### Liens avec l’administration camerounaise
Des enquêtes médiatiques, notamment dans Cameroon Intelligence Report et Trends in Electoral Fraud de Nikolas Emmanuel, suggèrent une implication de responsables gouvernementaux, dont le ministre de l’Administration territoriale, Paul Atanga Nji. Selon ces sources :
- L’objectif est de contrer les critiques sur les irrégularités électorales en simulant une validation internationale.
- Les faux observateurs, protégés par le Bataillon d’Intervention Rapide (BIR) et des forces de sécurité, sont exfiltrés du pays sans poursuites, malgré leur usurpation d’identité.

## Réactions
Dès le 9 octobre 2018, des journaux locaux dénoncent cette supercherie, critiquant la CRTV pour avoir diffusé une fausse information,.
L’organisation internationale condamne cette tentative de manipulation et appelle à une communication responsable autour des élections.
Les partis d’opposition, tel le Mouvement pour la renaissance du Cameroun (MRC), qualifient l’incident de « fake news » orchestrée par le pouvoir pour légitimer un scrutin contesté.
Les autorités camerounaises, via des conférences de presse, maintiennent leur version sans reconnaître l’imposture, renforçant les soupçons de complicité.
Le Parquet financier et les services fiscaux de Paris ouvrent une enquête pour vérifier les éventuelles sommes perçues par les membres français de cette délégation, bien que les résultats ne soient pas publics à ce jour.

## Analyse
Cet incident s’inscrit dans une pratique croissante de recours à de faux observateurs électoraux par des régimes autoritaires pour légitimer des élections douteuses. Il met en lumière les défis de la crédibilité des scrutins au Cameroun et les stratégies de désinformation employées pour influencer l’opinion publique.